# Gladuša
Gladuša je naselje na najzapadnijem dijelu mjesta Ždrelac na otoku Pašmanu. Smješteno je neposredno uz most koji spaja otoke Pašman i Ugljan. Najveći broj vikendica u Gladuši je izgrađen 80-ih godina prošlog stoljeća. Stotinu metara od mosta je dućan koji zadnjih godina radi i zimi, jer naselje ima sve više stalnih stanovnika.

## Naziv
Naselje je dobilo naziv zato što naselje „gladuje za kišom, a i za snijegom”, to jest temperature su vrlo visoke tako da je kiša prava rijetkost.                                                         

## Plaže
Plaže su kamene i pješčane. 